# Rdeči seznam IUCN
Rdeči seznam IUCN (angleško IUCN Red list) obsega niz publikacij Mednarodne zveze za ohranjanje narave in naravnih virov (angleško International Union for the Conservation of Nature and Natural Resources, kratica: IUCN), ki izhajajo vsako leto.
Rdeči seznam je objektiven popis ogroženih rastlinskih in živalskih vrst. Te informacije vključujejo stanje, geografsko razširjenost, velikost populacije, habitate, vzrejno oziroma vzgojno stopnjo in dejavnike ogroženosti. V knjigah so tudi merila za ohranitev, če so bila uporabljena za zaščito vrst. Namen seznama je seznanjati zakonodajalce in širšo javnost z nujnostjo ohranjanja narave ter zmanjševati stopnjo izumiranja. Kljub kritikam je glavna svetovna avtoriteta pri ocenjevanju varstvenega statusa vrst.
6. oktobra 2008 je izšla različica Rdečega seznama, v katero je uvrščenih 44.838 vrst, podvrst in varietet. Od tega je kot ogroženih navedenih 16.928 oz. 38 %.

## Razdelitev
Po različici 3.1 kriterijev iz leta 2001 obstaja 7 kategorij ogroženosti:
- izumrla vrsta (EX - Extinct): vrsta je izumrla, če ni nobenega dvoma, da zadnji osebek ne živi več.
- v divjini izumrla vrsta (EW - Extinct in the wild): vrsto štejemo v to kategorijo, če so vsi predstavniki poznani samo v kulturah, ujetništvu ali so drugače udomačeni in torej ne živijo več v prvotnem naravnem okolju.
- skrajno ogrožena vrsta (CR - Critically Endangered): vrsti v naravnem okolju grozi izumrtje že v neposredni prihodnosti.
- prizadeta vrsta (EN - Endangered): ogroženost vrste ni skrajna, vendar se populacija zmanjšuje.
- ranljiva vrsta (VU - Vulnerable): populacija je stabilna, vendar obstajajo dejavniki, ki ogrožajo preživetje, predvsem se to nanaša na uničevanje habitatov.
- potencialno ogrožena vrsta (NT - Near Threatened): vrsta je malo ogrožena in jo po dodatnem preverjanju stanja verjetno lahko uvrstimo kvečjemu v kategorijo VU.
- najmanj ogrožena vrsta (LC - Least Concern): vrsta zunaj neposredne nevarnosti.

### Kategorije po starejši razvrstitvi
Po različici 2.3 kriterijev iz leta 1994 je vrste izven neposredne nevarnosti obstajala samo kategorija manj ogrožena vrsta (LR - Lower Risk) s tremi podkategorijami:
- varstveno nadzorovana vrsta (LR/cd - Conservation Dependent): zdaj združena s kategorijo potencialno ogrožena vrsta.
- potencialno ranljiva vrsta (LR/nt - Near Threatened): zdaj samostojna kategorija.
- najmanj ogrožena vrsta (LR/lc - Least Concern): zdaj samostojna kategorija.

### Drugo
Organizacija BirdLife International, ki ocenjuje status ptičev za Rdeči seznam, poleg obstoječih kategorij uporablja za ptiče še kategorijo verjetno izumrla vrsta (PE - Possibly Extinct), v katero je uvrščenih 15 vrst. Glede na kriterije je podkategorija »Skrajno ogroženih vrst«.
Poleg kategorij ogroženosti pa obstajata še 2 kategoriji vrst, ki ne sodita v sam Rdeči seznam:
- premalo podatkov (DD - Data Deficient): vrsta sodi v to kategorijo, kadar je premalo ustreznih podatkov o razširjenosti in/ali stanju populacij(e), da bi ustrezno neposredno ali posredno ovrednotili stopnjo ogroženosti. Poznavanje biologije vrste je lahko veliko, manjkajo pa podatki o razširjenosti. Tu torej ne gre za ogrožene vrste. Predstavlja izhodišče za nadaljnje raziskave, s katerimi bo mogoče ugotoviti njihovo morebitno ogroženost. S pridom je treba uporabiti vsako informacijo o vrsti in v mnogih primerih je potrebna posebna pazljivost pri uvrstitvi vrste bodisi v skupino ogroženih (CR, EN, VU) ali v skupino DD. Če je lokalna razširjenost vrste dvomljiva, ali če so zadnje navedbe stare, je treba status ogroženosti natančno utemeljiti.
- neopredeljena vrsta (NE - Not Evaluated): vrste, ki niso bile obdelane glede na kriterije ogroženosti.